# Slavíkov
Slavíkov (en allemand : Slawikow) est une commune du district de Havlíčkův Brod, dans la région de Vysočina, en République tchèque. Sa population s'élevait à 296 habitants en 2020.

## Géographie
Slavíkov se trouve à 9 km à l'est-nord-est de Chotěboř, à 22 km au nord-est de Havlíčkův Brod, à 41 km au nord-nord-est de Jihlava et à 104 km à l'est-sud-est de Prague.
La commune est limitée par Vysočina au nord, par Ždírec nad Doubravou à l'est et au sud-est, par Podmoklany au sud, et par Sloupno et Libice nad Doubravou à l'ouest.

## Histoire
La première mention écrite de la localité date de 1415.